# 미러스 엣지

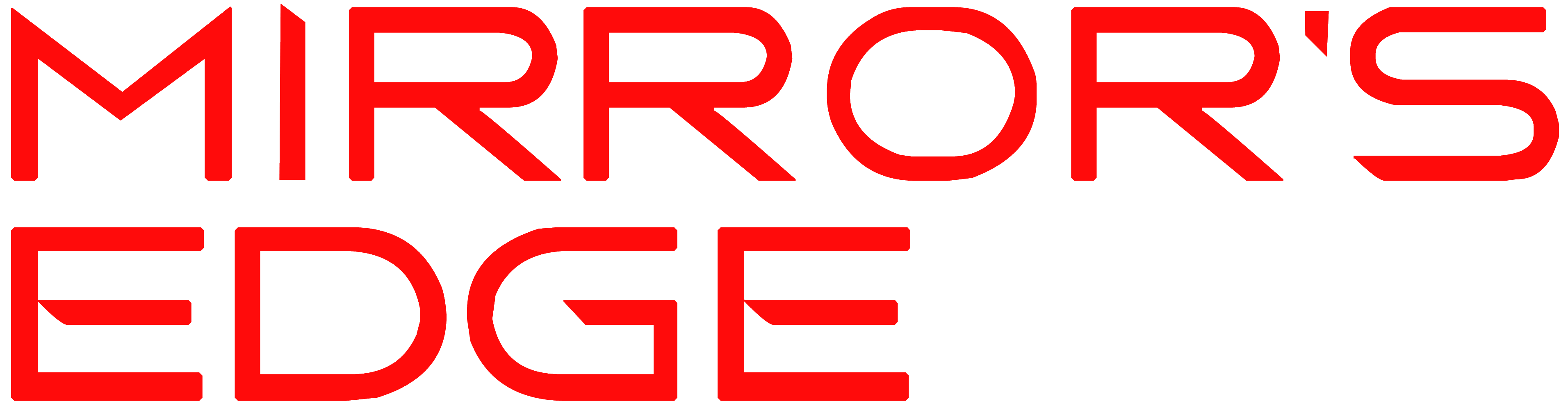

미러스 엣지(Mirror's Edge)는 DICE에서 제작, 일렉트로닉 아츠가 배급하는 1인칭 액션 어드벤처 파쿠르 게임이다. 2007년 7월에 발표되어 2008년 11월 플레이스테이션 3, 엑스박스 360 플랫폼으로 출시되었다. 미러스 엣지는 언리얼 엔진 3에 NVIDIA의 물리엔진인 PhysX를 이용하였다.
미러스 엣지는 메타 크리틱(Metacritic)에서 독특한 게임 플레이와 광활한 배경이 좋은 평가를 받아, 81%의 게임 평균 점수를 얻는 등 많은 호응을 얻었으나, 줄거리가 부실하고 짧다는 불평도 있었다. 사운드 트랙이 발매되었으며, 2010년에 아이폰, 아이팟 터치용으로도 만들어졌다.

## 개요
미러스 엣지는 이름 없는 이상적인 도시에서 진행된다. 전체주의가 깔린 도시에서는 CCTV가 시민들을 감시하고 뉴스와 정보들을 제한한다. 이 상황을 막기 위해 시민들은 18년 전 시위를 벌였지만 시위가 폭력성을 띠기 시작하면서 경찰이 강경진압에 들어갔고 결국 일방적인 학살수준에 달한다. 후에 "11월 폭동 (November riots)"이라 불린다. 주인공 페이스는 이 시위에서 어머니를 잃고 그 충격에 가출한다. 18년 후 시장 켈러한은 이 상황을 유지하기 위해 시장에 재선되려고 하지만 로버트 포프가 시장 선거에 나서며, 변화를 시도하려 한다

### 등장 인물
페이스(Faith) 본명-에피 코너스(Effy Connors)
주인공 페이스는 24살에 오른쪽 눈에 독특한 문신이 있으며, 유라시아계 인종이다. 11월 폭동 이후 가출해 16살때까지 거리에서 살다가 머큐리를 만나, 그에게 "러너"가 되는 훈련을 받고 경찰들 몰래 정보를 주고 받는 러너가 되어 생계를 꾸리고 있다.
케이트 코너스(Kate Connors)
주인공 페이스의 언니로 CPF이다 켈러한 시장이 로버트 포프의 살인을 꾸미고 뒤집어 씌운 인물로 사형선고를 받고 호송되는 도중 동생 페이스에 의해 구출된다.
머큐리(Mercury)
자신의 아지트를 CCTV와 무전을 도청해 페이스를 도와주는 서포터이며, 보통 약칭으로 머크(Merc)라고 불린다.
셀레스트(Celeste)
페이스와 함께 일하는 러너. 보통 드레이크(Drake)와 같이 행동하는 듯하다.
잭나이프(Jackknife)
많은 정보원들을 알고 있는 정보업자. 과거엔 꽤나 유명한 러너였으며, 현재는 누구 밑에서 일하고 있는지 알려진 바가 없다. 중요한 실마리가 되는 정보들을 페이스에게 흘려주는 것으로 보아 사건에 관여하고 있는 듯하다. 페이스를 페이페이(Faifai)라고 부르는, 제법 능글맞은 성격의 소유자.

## 평가
| 통합 점수   | 통합 점수                              |
| 통합사      | 점수                                   |
| ----------- | -------------------------------------- |
| 게임랭킹스  | 80.23% (PC) 79.47% (X360) 78.73% (PS3) |
| 메타크리틱  | 81/100 (PC) 79/100 (X360) 79/100 (PS3) |
| 평론 점수   |                                        |
| 평론사      | 점수                                   |
| 1UP.com     | A−                                     |
| CVG         | 9/10                                   |
| 에지        | 5/10                                   |
| EGM         | A−, B+, B                              |
| 유로게이머  | 8/10                                   |
| 게임 인포머 | 8/10                                   |
| 게임스팟    | 7/10 (Xbox 360)                        |
| IGN         | 8.5/10 (PC) 8.3/10 (PS3)               |
| OXM (US)    | 9.5/10                                 |

| 수상                                  | 수상                                                                                   |
| 평론사                                | 수상                                                                                   |
| ------------------------------------- | -------------------------------------------------------------------------------------- |
| Annual Interactive Achievement Awards | Won - Adventure Game of the Year; Nominated - Outstanding Achievement in Art Direction |
| Spike Video Game Awards               | Nominated - Best Action Adventure Game                                                 |

## 같이 보기
- EA 디지털 일루션스 크리에이티브 엔터테인먼트
- 일렉트로닉 아츠
- Still Alive: The Remixes